# Trubbig piprensare
Trubbig piprensare, ibland Kosterpiprensare, (Kophobelemnon stelliferum) är en korallart som först beskrevs av Otto Friedrich Müller 1776. Enligt Catalogue of Life ingår Kophobelemnon stelliferum i släktet Kophobelemnon och familjen Kophobelemnidae, men enligt Dyntaxa är tillhörigheten istället släktet Kophobelemnon och familjen Kophobelemnonidae. Enligt den svenska rödlistan är arten sårbar i Sverige. Arten förekommer i Götaland. Artens livsmiljö är havet. Inga underarter finns listade i Catalogue of Life.